# NGC 2658
NGC 2658 ist ein offener Sternhaufen im Sternbild Kompass und hat eine Winkelausdehnung von 10,0' und eine scheinbare Helligkeit von 9,2 mag. Er wurde am 28. Mai 1826 von James Dunlop entdeckt.